# جيمس إي نيوكوم
جيمس إي نيوكوم (بالإنجليزية: James E. Newcom)‏ (29 أغسطس 1905 - 6 أكتوبر 1990)، هو محرر أفلام أمريكي كان لديه أكثر من 40 فيلمًا خلال مسيرته الطويلة.

## تاريخ الأوسكار
جميع هذه الترشيحات الأربعة كانت في فئة أفضل مونتاج فيلم.
- حفل توزيع جوائز الأوسكار الثاني عشر - ذهب مع الريح . مشترك مع هال سي كيرن . فاز . [2]
- ترشيح حفل توزيع جوائز الأوسكار السابع عشر - منذ أن ذهبت بعيدًا . تمت مشاركة الترشيح مع هال سي كيرن . خسر لويلسون . [3]
- حفل توزيع جوائز الأوسكار الثالث والعشرون - رشح لـ Annie Get Your Gun . فقدت لمناجم الملك سليمان . [4]
- الدورة الثالثة والأربعون لجوائز الأوسكار - ترشح لجائزة طرة! تورا! تورا! . تمت مشاركة الترشيح مع Inoue Chikaya و Pembroke J. Herring . فقدت لباتون . [5]

## روابط خارجية
- James E. Newcom في قاعدة بيانات الأفلام على الإنترنت